# Mvett
El mvet, o mvett, es un Instrumento de cuerda pulsada, entre el arpa y el laúd (o cítara de mango (311 de la clasificación Hornbostel-Sachs)) de los fang o  beti-pahuin de Gabón, Camerún, Santo Tomé y Guinea Ecuatorial. Se parece a la kora, pero más grande y más sencillo, consiste en un mango hecho con una rama de rafia o bambú, de entre uno y dos metros de longitud, con tres cajas de resonancia hechas de calabaza. Tiene un puente vertical en el centro que divide cuatro o cinco cuerdas de tripa o de metal, que se tocan a ambos lados del puente.
El instrumento se sostiene horizontalmente en el pecho para cerrar o abrir la calabaza del medio con el movimiento de los brazos. Se puede tocar solo o puede acompañar una canción o un poema que pueden hablar de épica, guerra, ritual, filosofía o conocimiento.
En el siglo XX el mvet se convirtió en un instrumento clave de la música bikutsi.